# Victorian Premier League
De Victorian Premier League is de hoogste voetbalcompetitie van de Australische staat Victoria. Vanaf het seizoen 2006 draagt de competitie de naam Vodafone Cup naar de hoofdsponsor Vodafone.

## Opzet
De Victorian Premier League bestaat uit een volledige competitie, waarbij de hoogst geklasseerde clubs zich aan het eind van de competitie plaatsten voor de play-offs. Het seizoen werd afgesloten met de Grand Finale, waarin de winnaars van de play-offs strijden om de landstitel. Na de opheffing van de National Soccer League in 2004, maakten voor aanvang van het seizoen 2005 Melbourne Knights en South Melbourne FC de overstap van de NSL naar de Victorian Premier League. Hierdoor kwam het aantal clubs in de Victorian Premier League op veertien.

## Deelnemende clubs
- Altona Magic
- Bulleen Zebras
- Essendon Royals
- Fawkner-Whittlesea Blues
- Frankston Pines
- Green Gully Cavaliers
- Heidelberg United
- Kingston City FC
- Melbourne Knights
- Oakleigh Cannons
- Preston Lions FC
- Richmond SC
- South Melbourne FC
- Sunshine Georgies

## Recente winnaars
- 1990 - Heidelberg United
- 1991 - Brunswick Juventus
- 1992 - North Geelong
- 1993 - Bulleen Zebras
- 1994 - Preston Lions FC
- 1995 - Altona Magic
- 1996 - Altona Magic
- 1997 - Altona Magic
- 1998 - Bulleen Zebras
- 1999 - Green Gully Cavaliers
- 2000 - Green Gully Cavaliers
- 2001 - Heidelberg United
- 2002 - Preston Lions FC
- 2003 - Green Gully Cavaliers
- 2004 - Bulleen Zebras
- 2005 - Green Gully Cavaliers
- 2006 - South Melbourne FC
- 2007 - Preston Lions FC
- 2008 - Altona Magic
- 2009 - Altona Magic
- 2010 - Green Gully Cavaliers
- 2011 - Green Gully Cavaliers
- 2012 - Dandenong Thunder
- 2013 - Northcote City
- 2014 - South Melbourne FC
- 2015 - Bentleigh Greens SC
- 2016 - South Melbourne FC
- 2017 - Bentleigh Greens SC
- 2018 - Heidelberg United FC
- 2019 - Bentleigh Greens SC